# Цантиль
Цантиль — село в Табасаранском районе Республики Дагестан (Россия). Входит в состав сельского поселения Сельсовет Хурикский.

## География
Село расположено в 7 км к западу от административного центра района — с. Хучни, на реке Ираричрер.

## История
Указом ПВС РСФСР от 17.07.1988 г. утверждено наименование населённого пункта, возникшего на территории Хурикского сельсовета Табасаранского района — селение Цантиль.

## Население
| 1895 | 1926 | 1939 | 1970 | 1989 | 2002 | 2010 |
| ---- | ---- | ---- | ---- | ---- | ---- | ---- |
| 136  | ↘134 | ↗154 | ↗199 | ↗244 | ↗334 | ↘285 |
| 2021 |      |      |      |      |      |      |
| ↘271 |      |      |      |      |      |      |